# マダガスカル文学
マダガスカル文学（マダガスカルぶんがく、マダガスカル語:Literatiora malagasy、フランス語:Littérature malgache) は、マダガスカルの作家による文芸作品およびその研究を指す。主にマダガスカル語やフランス語で執筆されており、豊富な伝統を持つ口承文芸が詩作、民話、ことわざなどに大きな影響を及ぼしている。

## 歴史

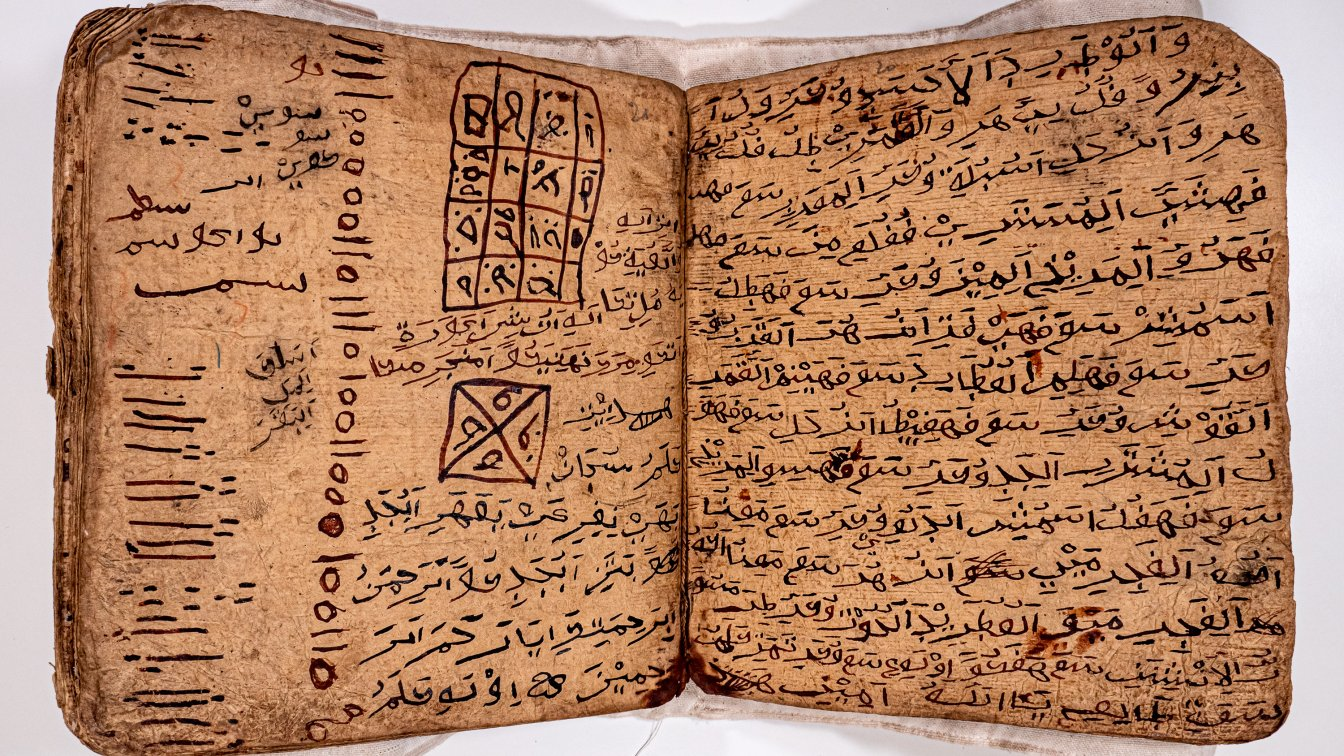
マダガスカル語をアラビア文字で表記したスラべの写本

マダガスカルには10世紀頃からマライ系の人々が暮らしていた。アラビア語の文献におけるマダガスカルは、クムリー、クマル、ワクワクなどの名で記録されている。12世紀からアラブ人が入植し、16世紀にはポルトガル人が入植して通婚が進んだ。ムスリムの影響によって、マダガスカル語はスラべと呼ばれるアラビア文字で記録された（#言語、地理を参照）。
1787年以降はメリナ王国の支配が続いたが、19世紀の女王ラナヴァルナ1世の治世以降にはフランスとイギリスが植民地化をめぐって争い、メリナ王国は滅亡して女王ラナヴァルナ3世はアルジェリアに逃れた。マダガスカル語は聖書の翻訳、印刷、学校教育、新聞などに使われていたが、フランスの植民地化によってフランス語化が進んだ。それ以降のマダガスカル語による創作は、植民地支配に対する抵抗としても行われた。
1930年代には自由詩の形式が模索され、口承文芸や民俗を取り入れた文学運動が起きた。世界大戦期にはフランス人の入植者によってフランス語の雑誌が発行され、マダガスカルの作家にも支持されてフランス語作品の創作が進められた。こうしたマダガスカルの文芸活動はモーリシャス文学など周辺地域の文学にも影響を及ぼした。1946年にフランスの海外県となったマダガスカルは、フランス語文学の観点からも注目された。1947年には植民地支配に対するマダガスカル蜂起が起き、フランスによる弾圧と8万人から10万人の死亡をへて、1958年に共和国として独立した。これらの出来事をもとにした政治的なテーマも作品にされている。

## 言語、地理
マダガスカルはインド洋の南西部にあり、アフリカ大陸の東岸に面している。付近にはコモロ諸島、セイシェル諸島、マスカレーニュ諸島が存在する。植民地化される前のマダガスカルでは口承文芸が発展し、マダガスカル語、コモロ語が使われていた。植民地化以降はフランス語、英語、クレオール語が使われた。独立後はフランス語による作品が減る中で、復活を試みる作家もいる。国語はマダガスカル語、公用語はマダガスカル語とフランス語となっている。
マダガスカル語はオーストロネシア語族に属する。ヨーロッパ人が来航する16世紀以前は、アラビア文字でマダガスカル語を表記するスラべという書字法があり、王の系譜や出来事、占術や呪術を記録するために限られた人々が使っていた。19世紀にメリナ王国のラダマ1世はフランスと協議してマダガスカル語をラテン文字で表記すると決定した。これによって印刷、教育、キリスト教の布教とともに識字率が上昇し、メリナの首都アンタナナリボの言葉をもとに公用マダガスカル語が作られた。植民地化に先立って文字文化が普及したため、マダガスカル語の詩はナショナリズムの形成にも影響を与えた。

## 作品形式とテーマ

### 詩

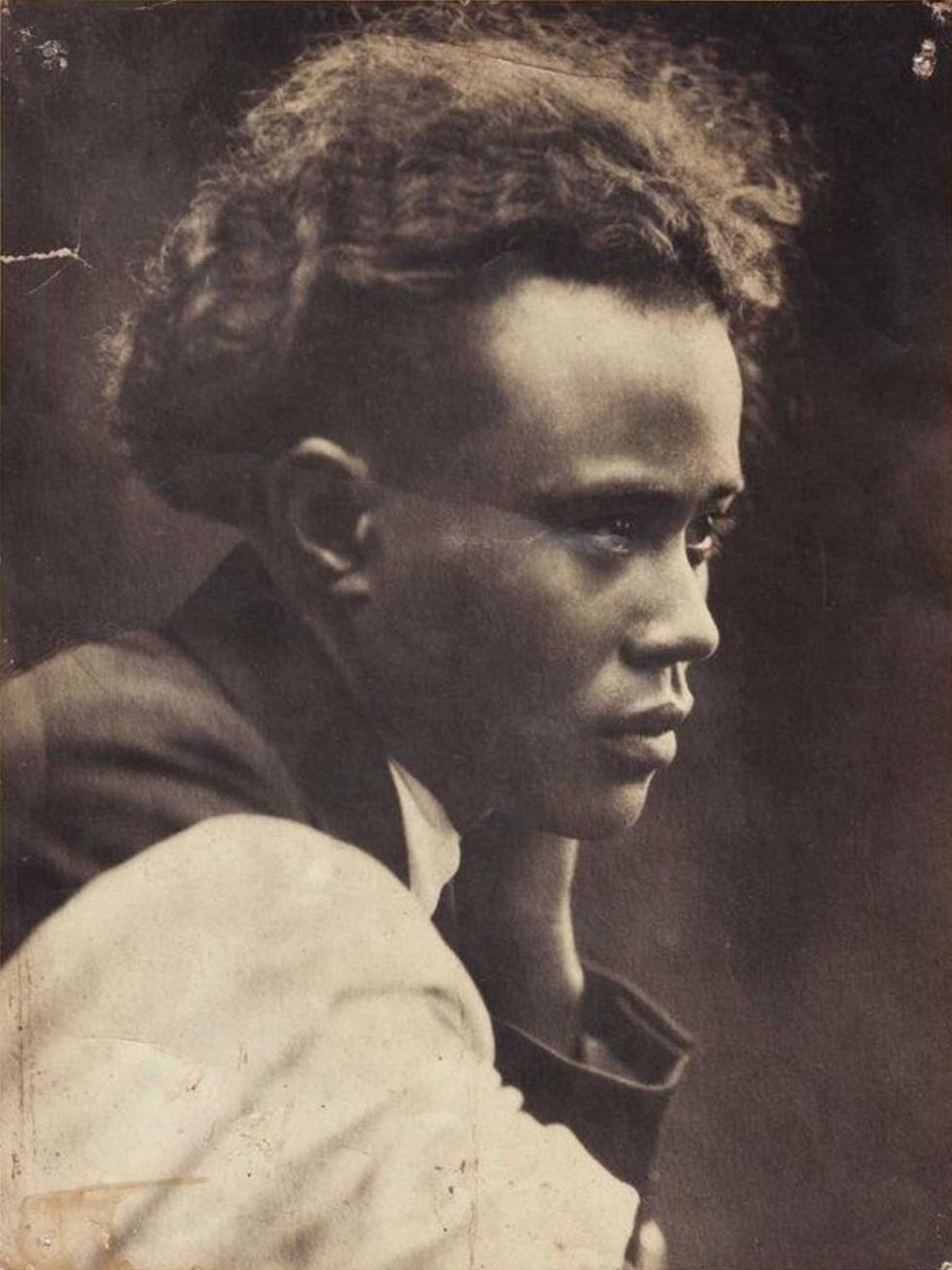
ジャン＝カシミール・ラベアリヴェル

マダガスカルで伝承されている詩の形式として、ハイン・テーニがある。ほとんどの作品が読み人知らずで、男女の掛け合いで行われることが多い。または、口論においてハイン・テーニが使われ、聴衆のもとで決着をつけることもあった。形式としては律文調で、対・対照・重畳・畳みかけが使われる。叙景や叙事の部分は、叙情の導入として置かれており、叙事・叙景と叙情が融合する特徴がある。また、ことわざが織り込まれており、ことわざについての知識が必要であるとともに織り込み方の技法も評価される。マダガスカルには他にも即興や掛け合いの詩があり、ツィミヘテイ人のジジまたはソーヴァなども知られている。ジャン＝カシミール・ラベアリヴェルは、フランス語で作詩する際にハイン・テーニを取り入れたが、キリスト教宣教師はハイン・テーニを性的なものと見なして借用や引用を禁じた。ハイン・テーニの中にはことわざも織り込まれる。
植民地時代の詩人としては、叙情的・暗示的な作風のNy Avana RamanantoaninaやDoxが支持を受けたが、Ramanantoaninaは国外追放となった。フランスではセネガルの詩人レオポール・セダール・サンゴールが『ニグロ・マダガスカル新詩華集』（1948年）を編纂してマダガスカルの詩を紹介し、この詩集はジャン・ポール・サルトルの序文「黒いオルフェ」でも話題を呼んだ。ジャック・ラベマナンザーラは、マダガスカル海外県の下院議員に当選後、1947年の反乱に加担した容疑で懲役刑となった。獄中では詩を作って友人に送り、長詩『Antsa』（1947年）、マダガスカルを賛美する『Lyre a sept cordes』（1948年）、牢獄の詩『Lamba』（1956年）などを発表した。

### 散文
ジャーナリスト・作家のMichèle Rakotosonは、1972年の政変の体験をもとにしてフランス語で執筆し、短編小説や記事で社会批判を行った。『Dadabe』（1984年）や『le Bain des reliques』（1988年）などの作品があり、マダガスカル社会のタブーや国家に対する批判をフランス語で世界に伝えた。

### 戯曲
1947年の反乱に加担した罪で獄中の身となったジャック・ラベマナンザーラは、詩とともに戯曲も執筆した。最初にマダガスカルに到達した人々をテーマにした『Les Boutriers de L’aurore』（1957年）で大きな支持を得て、初の大統領フィリベール・ツィラナナ政権の閣僚になった

### 民話
マダガスカル語で民話や昔話を意味する単語として、アンガヌ (angano) 、アリラ (arira) 、タンターラ (tantara) 、タファシーリ (tafasiry) がある。これらは意味が重複しており、タンターラとタファシーリは語る行為に重点を置いた真実性の高い物語を指し、アンガヌとアリラは語られた内容に重点を置く真実性の低い物語となる傾向がある。
マダガスカル南部では、タファシーリが転訛したと推測されるタパシーリ (tapasiry) や、タンターラ (tantara) と呼ばれる民話がある。タンターラは実話や生活の指針などを指し、タパシーリは非現実的な展開があり滑稽譚に近い。タパシーリに近い口承文芸としてタパトゥヌ (tapatono) とポエジー (poezy) があり、タパトゥヌは脚韻を踏んだ短い文章を二つ並べる言葉遊びで謎々に近い。ポエジーはフランス語のpoésieからの借用と推測され、話の展開によって脚韻を踏んでいくので記憶力が必要とされる。

### ことわざ
マダガスカル語では、ことわざをウハブーラナ（ohabolana）と呼ぶ。これは例・比較・基準などを意味するウハチャ（ohatra）と言葉を意味するヴーラナ（volana）が合わさった単語になっている。暮らしの機微や生き方の哲学が表現されており、スピーチなど人の集まる機会で重要となる。ことわざ集が市販されており、また家族が書き溜めたことわざも読まれている。
例えばツィミヘティ人の「Hitsikitsika tsy mandihy foana fa ao misy raha.」ということわざは、直訳で「チョウゲンボウはただ舞っているのではありません。と言うのもそこにものがあるからです」となる。その意味は、「人が行うものごとの表面だけを見ていてはいけません。それを行う本当の理由や狙いに、注意しなければいけません」となる。

### スピーチ

ヒラ・ガシと呼ばれる楽団によるカバーリ

言葉の力を表す行為として、カバーリがある。植民地化で滅ぼされる前のメリナ王国では、統治者が法律や布告を声に出して民衆に伝える習慣があり、これがカバーリと呼ばれた。現在でも民衆の間では冠婚葬祭でカバーリが行われ、定型と即興の要素が織り交ぜられ、人物の評価に影響を与えている。楽団にはカバーリを専門とする者もいる。
言葉をめぐる人間関係として、ズィヴァあるいはルハテーニ（lohateny）と呼ばれる習慣がある。これは集団同士の関係で、特定の民族や集団同士が出会うと、からかったり日常では禁止されている汚い言葉を言い合うことが様式化されている。また、この関係にある集団は相互扶助が求められる場合があり、文化人類学における冗談関係にあたる。

## 出版
当初のマダガスカルには詩や民話を記録する文化はなかった。1866年には新聞『le Teny Soa』が創刊され、植民地化以降は植民地政府の官製新聞をはじめとして新聞・雑誌が発行され、作品の発表の場となった。植民地政府はプロパガンダを発表し、他方ではマダガスカル語による自己表現を警戒した。このためマダガスカル語の新聞・雑誌は検閲を受けた。
民話や歴史の収録・出版は19世紀から行われ、先駆的なものとしてノルウェー・ルター派宣教団のラルス・ダルによる『祖先の民話』（1877年）がある。カトリックのカレ神父はメリナ王国の口承をまとめて『マダガスカルの王たちの歴史』（1881年）を出版した。その後もフランスの外交官フェランの『マダガスカル民衆の物語』（1893年）、フランス人ダンドゥの『アナナララヴァ地方におけるサカラヴァ族とツィミヘティ族民衆の物語』（1922年）などが出版された。
世界大戦期に発行されたフランス語の雑誌として『18° Latitude Sud』、『Capricorne』、『Du cote de chez Rakoto』、『Revue de Madagascar』などがあり、マダガスカルのフランス語文芸作品を掲載して後押しした。フランスの出版社プレザンス・アフリケーヌでは、ラベマナンザーラの詩集『ランバ』（1956年）が出版された。同名の雑誌「プレザンス・アフリケーヌ」ではマダガスカルの伝統文学の特集も組まれている。

## 主な著作家
- Ny Avana Ramanantoanina（1891年–1940年）
- Esther Razanadrasoa（1892年–1931年）
- ジャン＝カシミール・ラベアリヴェル（英語版）（1901年-1937年）
- Dox（1913年–1978年）
- ジャック・ラベマナンザーラ（英語版）（1913年-2005年）
- Flavien Ranaivo（1914年-1999年）
- Clarisse Ratsifandrihamanana（1926年-1987年）
- Esther Nirina（1932年-2004年）
- Michèle Rakotoson（1948年-）
- ジャン・ハッツフェルド（フランス語版）（1949年-）
- David Jaomanoro（1953年-2014年）
- エリ・ラザウナリスン（フランス語版）（1951年-2010年）
- David Jaomanoro（1953年-2014年）
- ジャン・リュック・ラアリマナナ（フランス語版）（1967年-）